# Synema pluripunctatum
Synema pluripunctatum là một loài nhện trong họ Thomisidae.
Loài này thuộc chi Synema. Synema pluripunctatum được Cândido Firmino de Mello-Leitão miêu tả năm 1929.